# Bodtjärnen (Hammerdals socken, Jämtland, 703863-147179)
Bodtjärnen är en sjö i Strömsunds kommun i Jämtland och ingår i Indalsälvens huvudavrinningsområde.